# Americo Silva
Americo Silva – portugalski rugbysta, jednokrotny reprezentant Portugalii w rugby union mężczyzn. Jego jedynym meczem w reprezentacji było spotkanie z Hiszpanią, który został rozegrany 28 marca 1936 w Madrycie.